# Hurricane Venus
Hurricane Venus – koreański album studyjny BoA, wydany przez SM Entertainment 5 sierpnia 2010 roku.

## Lista utworów
Źródło: Discogs
| Nr. | Tytuł                         | Długość |
| --- | ----------------------------- | ------- |
| 1.  | „Game”                        | 3:16    |
| 2.  | „Hurricane Venus”             | 3:12    |
| 3.  | „Dangerous”                   | 2:54    |
| 4.  | „옆 사람 (Stand by)”          | 5:07    |
| 5.  | „M.E.P (My Electronic Piano)” | 3:21    |
| 6.  | „Let Me” (feat. Rebecca)      | 3:31    |
| 7.  | „한별 (Implode)”              | 6:32    |
| 8.  | „Adrenaline”                  | 3:05    |
| 9.  | „하루하루 (Ordinary Day)”     | 4:47    |
| 10. | „Don't Know What to Say”      | 4:09    |
| 11. | „로망스 (Romance)”            | 5:08    |

## Notowania na listach przebojów
| Kraj             | Lista (2010)               | Najwyższa pozycja | Sprzedaż |
| ---------------- | -------------------------- | ----------------- | -------- |
| Korea Południowa | Album Chart (Gaon Chart)   | 1                 | 55 776+  |
| Japonia          | Oricon Weekly Albums Chart | 178               | –        |